# Волк (бронеавтомобіль)
ВПК-3927 «Волк» — повноприводна легка колісна платформа модульного типу для створення бронетранспортерів, вантажівок, тягачів, шасі для ПТКР і ЗРК, командно-штабних, розвідувально-дозорних, медичних автомобілів, розроблені ТОВ «Військово-інженерний центр», інженерним підрозділом Військово-промислової компанії (ВПК), що входить до холдингу «Російські машини» — основного акціонера ВАТ «ГАЗ». На міжнародному форумі ТВМ-2010 в підмосковному Жуковському широкій публіці були представлені три дослідних зразка:

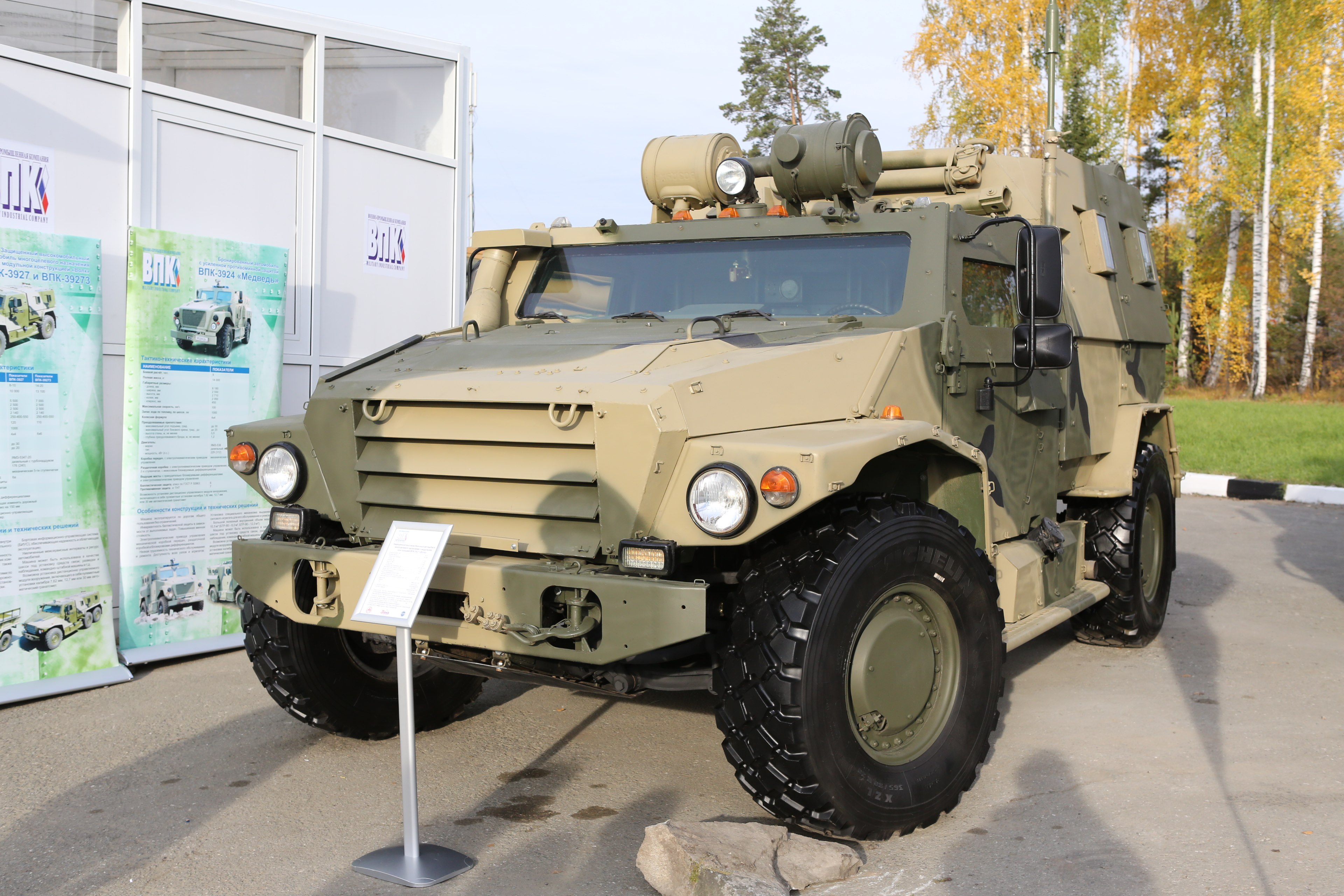
ВПК-3927 Волк

- ВПК-3927 Волк 4х4 у двох варіантах — з відкритим кузовом і з броньованим модулем для перевезення особового складу.
- ВПК-39273 Волк 6х6&— зразок з функціональним модулем для перевезення особового складу.